# Kurt Edelhagen

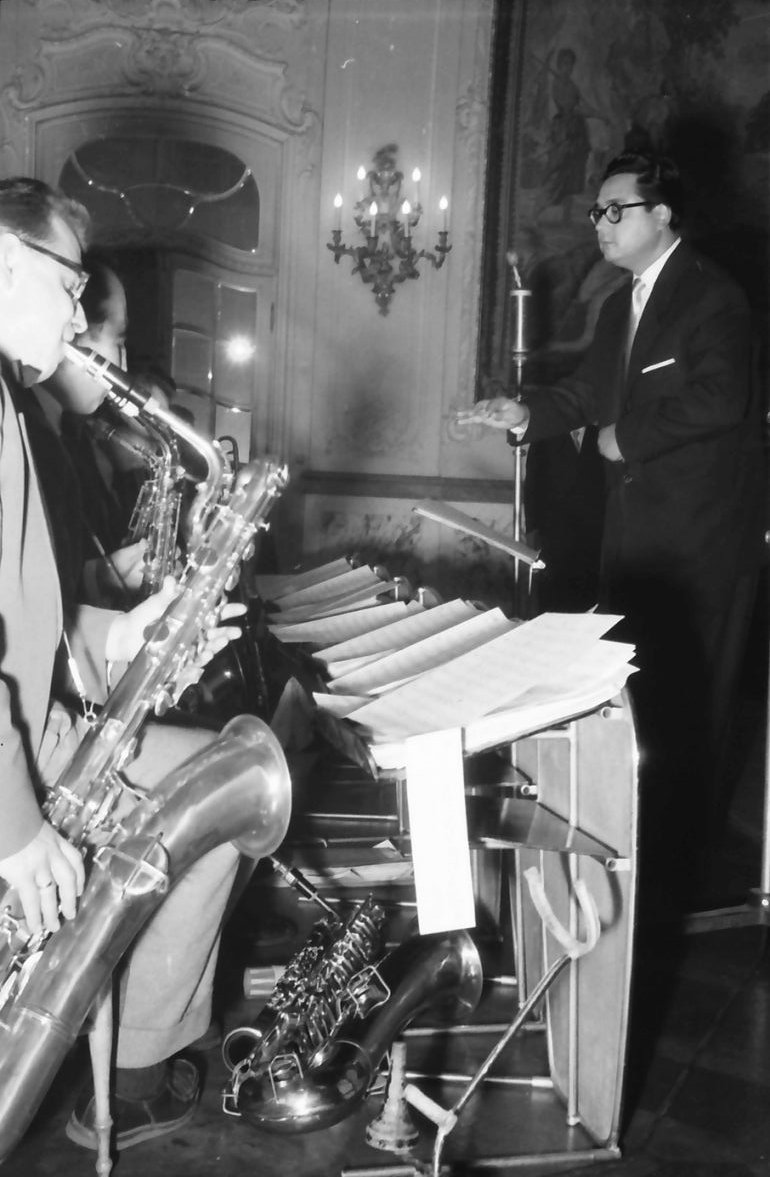
Kurt Edelhagen (der.) en el Festival Donaueschinger en 1954

Kurt Edelhagen (5 de junio de 1920 - 8 de febrero de 1982) fue uno de los más importantes directores alemanes de Big Band de las décadas de 1950 y 1960.

## Biografía
Su nombre completo era Kurt Ludwig Edelhagen, y nació en Herne, Alemania. A partir de 1937 estudió piano y clarinete en la Universidad Folkwang en Essen, asistiendo también a clases de dirección y graduándose con honores en 1941. Sus planes para continuar su formación como director de orquesta en Viena no pudieron cumplirse al estallar la Segunda Guerra Mundial. Edelhagen fue reclutado, y fue clarinetista en el cuerpo de música militar de la Wehrmacht, siendo destinado a Francia. Allí conoció por primera vez a músicos profesionales de Jazz.
Finalizada la guerra fundó un combo en el verano de 1945 en Herne, que pronto pasó a ser una big band gracias al baterista Bobby Schmidt. Al principio la banda tocaba únicamente en bares de soldados británicos, y el 25 de marzo de 1946 tocó por vez primera ante público alemán en el Schauburg, en Herne. En mayo la orquesta se trasladó a la zona de ocupación estadounidense, actuando en clubes de soldados en Bad Kissingen y Heidelberg, haciendo lo mismo en 1947 en Múnich en el Haus der Kunst, y en Heidelberg en el Stardust Club. En esa época Edelhagen había conseguido „a través de constantes ensayos, un sonido que le destacaba de la mayoría de bandas de clubes, atrayendo la atención de los profesionales“. Johnny Vrotsos, de American Forces Network, consiguió a la banda de Edelhagen un compromiso en Fráncfort del Meno, en la sede central de las fuerzas americanas. En el I.G.-Casino, en el Edificio IG Farben, la orquesta de Edelhagen tocó todas las noches desde mayo de 1948, siendo nombrada la „mejor banda del Comando Europeo“. Edelhagen hizo sus primeras grabaciones radiofónicas en 1948 para la American Forces Network. La banda actuó regularmente en1948/49 para AFN Munich y Fráncfort, para el Servicio de Radiodifusión de las Fuerzas Británicas de Hamburgo y para la British Broadcasting Corporation en Londres. 
Cuando en diciembre de 1948 Joe Wick disolvió su orquesta tras actuar en Fráncfort, Edelhagen pudo ganar para la suya a los mejores músicos de Wick: los trompetistas Fred Bunge y Hanne Wilfert, los saxofonistas Kurt „Bubi“ Aderhold y Paul Bisté, y los trombonistas Otto Bredl y Erich Well, todos los cuales contribuyeron significativamente al perfil sonoro de la orquesta en los años posteriores. El patrón americano de su sonido seguía siendo inconfundible, y el modelo a seguir a finales de los años 1940, además de las orquestas de Duke Ellington y Dizzy Gillespie, era el estilo orquestal innovador de Stan Kenton. De hecho, hasta la década de 1950 Edelhagen fue conocido como el „Stan Kenton alemán“.
El compromiso con el I.G.-Casino y con los clubes de soldados aliados finalizó con la fundación de la República Federal de Alemania. El 1 de julio de 1949 la orquesta de Edelhagen fue contratada por Bayerischer Rundfunk. Hasta 1951 también grabaron varios discos de jazz para Austrophon, al tiempo que grabaron música de baile para el sello Philips.
Edelhagen pasó con su orquesta a Südwestfunk en Baden-Baden el 1 de enero de 1952. Además de la música de baile y entretenimiento, en esa emisora también tocaban música de jazz. Con el fin de cumplir con los altos requisitos del jazz tocado por las Big Band modernas, Edelhagen cambiaba a menudo de músicos (151 músicos en siete años), algo que provocó la queja de la prensa. La actuación de la orquesta en 1954 en el Salon du Jazz en París causó sensación internacional. Edelhagen también actuó con su banda en marzo de 1954 en el programa Jazztime Baden-Baden promovido por Joachim-Ernst Berendt, con el cual se dio a conocer en el suroeste de Alemania. Aquí tocó con numerosas estrellas del jazz internacional, como fueron Lionel Hampton, Mary Lou Williams o Chet Baker. En busca de un cantante para su banda, Edelhagen descubrió en 1953 en Baden-Baden a Caterina Valente, con la cual actuó en junio de 1954 en el tercer Salon du Jazz de París, entonces el festival líder del jazz europeo, y poco después en el 2º Deutsches Jazzfestival celebrado en Fráncfort del Meno, al cual fueron invitados en varias ocasiones. En octubre de 1954 Edelhagen actuó en el Festival Donaueschinger. Allí dirigió el Ebony Concerto de Ígor Stravinski, que éste había escrito en 1945 para la banda de Woody Herman, y colaboró con su orquesta en el estreno mundial de la obra de Rolf Liebermann Concerto for Jazzband and Symphony Orchestra, una combinación entonces novedosa de música sinfónica y jazz en la que se utilizaba el dodecafonismo, y que fue recibida con entusiasmo por el público. Numerosos críticos coinciden en el papel desempeñado por Edelhagen en la aceptación social del jazz en Alemania, promoviéndolo entre los amantes de la música clásica.
El 1 de abril de 1957 empezó a trabajar con Westdeutscher Rundfunk, en Colonia, donde él pudo montar una gran banda internacional centrada en el jazz, sin obligaciones sobre música de baile. Los nuevos arreglos de Francy Boland, Jimmy Deuchar o Ernie Wilkins consiguieron un sonido diferente. Edelhagen continuó tocando de manera ocasional música de concierto y composiciones ambiciosas de estilo Third stream y Free jazz, con composiciones de Pavel Blatný (interpretado en 1966 en el JazzFest Berlin), Carla Bley (Oni puladi, 1970) o Manfred Schoof (con varias grabaciones en 1971 y 1972).
Edelhagen permaneció en Colonia hasta finalizar su contrato con WDR en el año 1972. Allí también formó en 1958 una clase de jazz en la Hochschule für Musik und Tanz Köln, la primera de su tipo en Europa, dando clases durante cinco años.
En 1972 Edelhagen tocó con su big band uno de los más largos medleys de la historia de la música: La invasión de las Naciones en los Juegos Olímpicos de Múnich 1972. Por la idea y el desarrollo de la música de las Olimpiadas, en 1973 recibió, junto a los arreglistas Dieter Reith, Jerry van Rooyen y Peter Herbolzheimer, la Cruz de la Orden del Mérito de la República Federal de Alemania. El LP titulado Olympia Parade permaneció entre el 15 de noviembre de 1972 y el 14 de enero de 1973 como número 1 de la lista de éxitos alemanes.
En la Big Band de Edelhagen tocaban músicos como Charly Antolini, Benny Bailey, Fred Bunge, Bob Carter, Stuff Combe, Francis Coppieters, Jimmy Deuchar, Carl Drewo, Gerd Dudek, Maffy Falay, Horst Fischer, Johnny Fischer, Wilton Gaynair, Dusko Goykovich, Tubby Hayes, Derek Humble, Tony Inzalaco, Christian Kellens, Shake Keane, Rick Kiefer, Heinz Kretzschmar, Günter Lenz, Ferdinand Povel, Rob Pronk, Bora Roković, Dieter Reith, Rolf Schneebiegl, Ronnie Stephenson, Joe Sydow, Peter Trunk, Werner Twardy, Heinz "Mecky" Schäning y Jiggs Whigham. Junto a Heinz Gietz, Werner Twardy, Francy Boland, Claus Ogerman y Bora Roković, también trabajaron arreglistas estadounidenses como Bill Russo, Bill Holman o Quincy Jones, que en 1971 trabajó en el disco Kurt Edelhagen plays Jim Webb. En los años 1970 Edelhagen trabajó en su repertorio de jazz con arreglistas y compositores, además de Herbolzheimer y Rooyen, tales como Michael Gibbs, Kenny Napper, Fritz Pauer, Hans Salomon y John Warren.
Edelhagen actuó en numerosos festivales europeos, realizó muchas giras (entre ellas una muy aclamada en 1964 por la Unión Soviética y la República Democrática de Alemania, y en 1965/1966 por el Norte de África) y acompañó a innumerables artistas, entre ellos Peter Alexander, Alice Babs, Bill Haley, Bibi Johns, Hildegard Knef, Evelyn Künneke, Paul Kuhn, Gitta Lind, Angelina Monti, Freddy Quinn y Caterina Valente.
Kurt Edelhagen falleció a causa de una larga enfermedad en 1982, a los 61 años de edad, en Colonia. Fue enterrado junto a su esposa Helga Folkenborn (1922-1976) en el Cementerio Nuevo de Colonia Weiden. La cantante Marina Edelhagen es su hija.

## Discografía (selección)
- 1954 : Rhapsody in Jazz – Ein Kurt-Edelhagen-Konzert (LP, Brunswick)
- 1955 : Come On and Hear (LP, Polydor)
- 1956 : Glenn Miller Parade (EP, Brunswick)
- 1956 : Kurt Edelhagen and his Orchestra (EP, Polydor)
- 1957 : Kurt Edelhagen Presents (LP, Polydor)
- 1957 : Come on and swing (LP, Polydor)
- 1957 : Jazz from Germany (LP, DECCA)
- 1958 : Orchester Kurt Edelhagen. (EP, Brunswick)
- 1959 : A Toast to the Bands (LP, Polydor)
- 1959 : Come on and dance (LP, Polydor)
- 1960 : Ballroom in London (LP, Polydor)
- 1960 : Broadway Melodien – Tanz Potpourri (LP, Polydor)
- 1961 : Ballroom in Paris (LP, Polydor)
- 1961 : Holiday in Brazil (LP, Polydor 46 334)
- 1962 : Swingin’ Jazz (LP, Strand)
- 1963 : Dancing Percussion (LP, Polydor)
- 1964 : Olympic Hits (LP, Polydor)
- 1964 : Kurt Edelhagen and his Concert Orchestra: Concerto (LP, Polydor)
- 1964 : Kurt Edelhagen und sein Orchester in Moskau (LP, WDR, Colonia)
- 1965 : Kurt Edelhagen (LP, Amiga)
- 1965 : Kurt Edelhagen – Wolfgang Sauer (LP, Amiga)
- 1966 : Swing-Time (LP, Polydor)
- 1966 : Kurt Edelhagen And His Orchestra – International (LP, Karussell)
- 1970 : Kurt Edelhagen plays Jimmy Webb (LP, Polydor)
- 1972 : Olympia Parade – Original-Musiken zum Einzug der Nationen 26. August 1972 (LP, Polydor)
- 1972 : Olympia Parade 2 – Original-Musiken zum Einzug der Nationen 26. August 1972 (LP, Polydor)
- 1972 : Kurt Edelhagen – Einzug der Nationen – Olympische Spiele München 1972 (Doppel-LP, Polydor)
- 1972 : Big Band Fascination ’72 (LP, Polydor 2371 244)
- 1972 : Jazz / Pop (LP, WDR)
- 1976 : Big Bands of Europe Vol. I. Kurt Edelhagen (LP, Elite Special)
- 1977(?) : Die großen Tanz-Orchester 1930–1950 – Kurt Edelhagen (Doppel-LP, Polydor)
- 1978 (?) : Kurt Edelhagen and his Orchestra – Big Band Jazz from Germany (Doppel-LP, Golden Era Records)
- 1978 (?) : Kurt Edelhagen and his Orchestra – Concert Jazz (LP, Golden Era Records)
- 1982 : Kurt Edelhagen – Portrait (Doppel-LP; Polydor)
- 1997 : Die frühen Jahre 1 Jazz pur (CD, Koch International)
- 1997 : Die frühen Jahre 2 Tanz- und Jazzsongs (CD, Koch International)
- 2003 : Trumpet Blues. 24 Original Recordings (CD, Jazz Elite Special)
- 2006 : Moonlight Serenade (CD, Universal Music  jazzclub-serie)
- 2007 : Up up and away (CD, Universal Music)
- 2010 : A Toast to the Bands – Swing-Time (CD, Vocalion)
- 2011 : Ballroom in London – Ballroom in Paris (CD, Vocalion)
- 2011 : Dancing Percussion – Olympic-Hits (CD, Vocalion)
- 2013 : Orchester Kurt Edelhagen feat. Mary Lou Williams and Caterina Valente (CD, Jazzhaus)